# 重庆市璧山中学校
重庆市璧山中学校位于重庆市璧山区，有高中部、初中部两个校区，是重庆市重点中学。学校前身为1907年成立的璧山县官立预备中学堂，现总占地面积481亩，学生七千余人，教职工512人。

## 历史沿革
- 1907年，璧山县官立预备中学堂成立
- 1941年至1946年间，国立社会教育学院在此办学
- 1952年，学校更名为四川省璧山中学校
- 1997年，四川省璧山中学校更名为重庆市璧山中学校。[2]

## 校园文化
- 校训：正心、明德、穷识、达体
- 学风：明理、博学、砺志、有为[3]